# Canéjan
Canéjan település Franciaországban, Gironde megyében. Lakosainak száma 5836 fő (2022. január 1.). Canéjan Cestas, Gradignan, Léognan és Pessac községekkel határos.

## Népesség
A település népességének változása:
| Lakosok száma | 594  | 3380 | 4976 | 5115 | 5215 | 5417 | 5539 | 6061 | 5997 | 5836 |
|               | 1968 | 1982 | 1990 | 2006 | 2013 | 2015 | 2017 | 2019 | 2020 | 2022 |